# Halina Romanovová

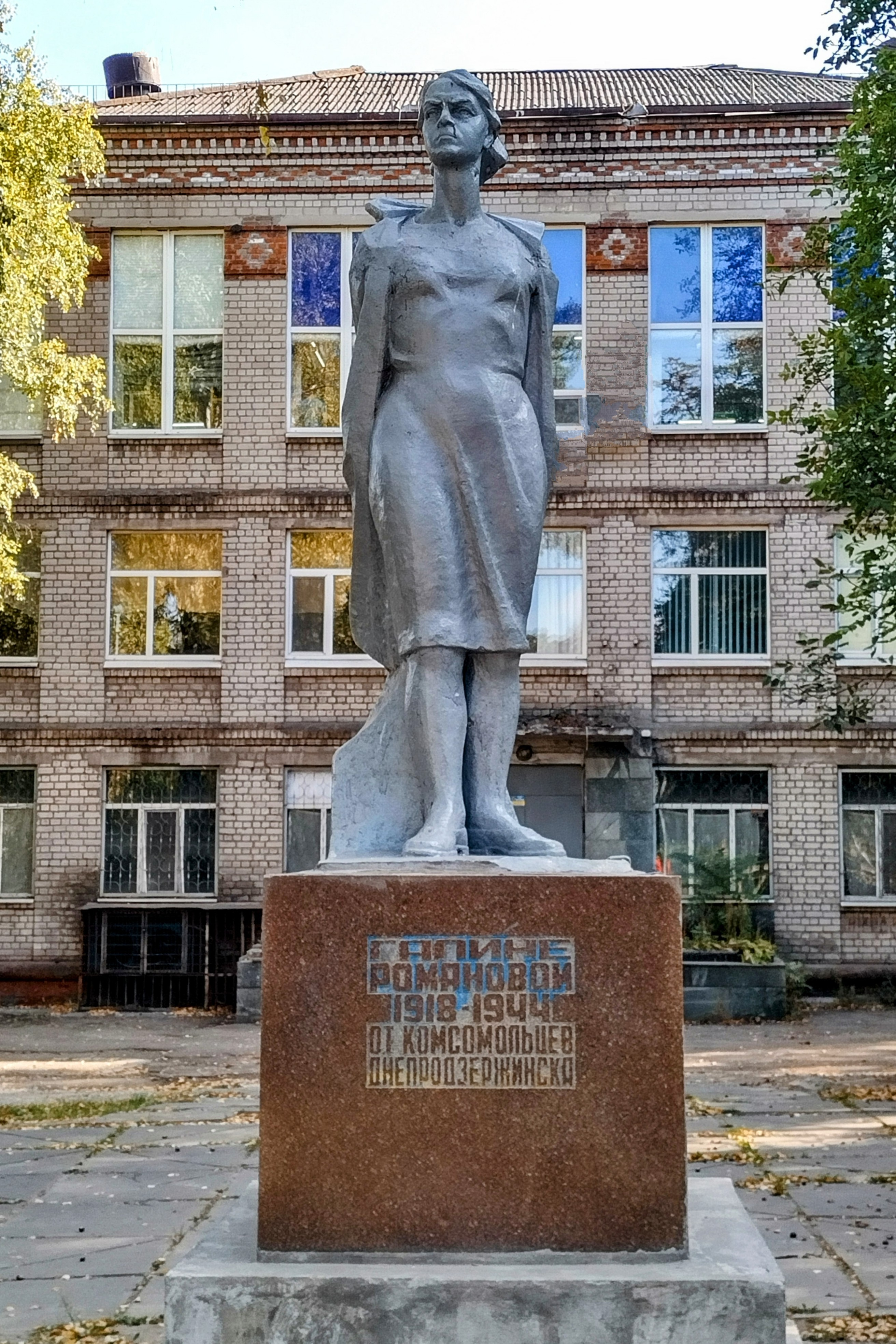
Socha Haliny Romanovové v Kamjanském

Halina Romanovová, ukrajinsky Романова Галина Федорівна (25. prosince 1918 Romankovo, součást města Kamjanske – 3. listopadu 1944  Věznice Plötzensee) byla ukrajinská lékařka a protinacistická odbojářka, oběť nacistického Německa.

## Život
Narodila se jako dcera vesnického kováře v ukrajinském Romankově, které je dnes součástí Kamjanského. Navštěvovala tři roky zdravotnickou odbornou školu a stala se členkou Komsomolu. V roce 1937 byli její rodiče zatčeni NKVD a Halina byla vyloučena z Komsomolu. Pět let studovala na Dněpropetrovském lékařském institutu, ale kvůli válce jej nedokončila. Němečtí okupanti jí v roce 1942 umožnili dostudovat. 1. července 1942 byla stejně jako ostatní absolventi nacisty deportována do Německa, aby zde poskytovala lékařskou péči nuceně nasazeným. Pracovala jako lékařka v několika zajateckých táborech (nejprve ve Wildau a od prosince 1942 v koncentračním táboře Sachsenhausen a jeho podtáborech).
V této době se stala členkou odbojové skupiny. Organizovala také kontakty s odbojovými skupinami mezi nuceně nasazenými, jejich zásobování potravinami a shromažďovala informace.
Dne 6. října 1943 byla zatčena, dne 27. dubna 1944 byla odsouzena k trestu smrti a dne 3. listopadu 1944 byla popravena ve věznici Plötzensee.